# Lotus nubicus
Lotus nubicus är en ärtväxtart som beskrevs av John Gilbert Baker. Lotus nubicus ingår i släktet käringtänder, och familjen ärtväxter. Inga underarter finns listade i Catalogue of Life.